# 2-Chlorethyldiethylamin
2-Chlorethyldiethylamin ist eine chemische Verbindung aus der Gruppe der tertiären Amine.

## Gewinnung und Darstellung
2-Chlorethyldiethylamin wird aus 2-Diethylaminoethanol durch Chlorierung mit Thionylchlorid gewonnen. Dazu wird das Hydrochlorid des Edukts Lösungsmittel-frei mit dem Thionylchlorid gemischt. Dabei entsteht zunächst auch das Produkt als Hydrochlorid und muss dann noch mit Natriumhydroxid in die freie Base überführt werden. Die Synthese wurde erstmals 1948 von L. W. Greene in der Literatur beschrieben.